# گروه آرپی‌جی
گروه آرپی‌جی (انگلیسی: RPG Group) شرکت خوشه‌ای هندی است، که در سال ۱۸۲۰ تأسیس شد.